# Abdul Kader Keïta
Abdul Kader Keïta (* 6. August 1981 in Abidjan) ist ein ehemaliger ivorischer Fußballspieler.

## Vereinskarriere
Keïta spielte in seiner Jugend in verschiedenen Vereinen seiner Heimat, z. B. bei Africa Sports National Abidjan. Mit dem Hauptstadtklub holte er 1999 auch die Landesmeisterschaft und den Pokal der Pokalsieger von Afrika. 2000 wechselte der rechte Außenstürmer ins Ausland nach Tunesien zu Étoile Sportive du Sahel aus Sousse. Nach einem Jahr ging er an den Persischen Golf, zuerst für ein weiteres Jahr zu Al Ain Club in die Vereinigten Arabischen Emirate und dann nach Katar zum Hauptstadtclub al-Sadd Sports Club, wo er drei Jahre lang blieb. In dieser Zeit gewann er eine Meisterschaft und zweimal den Qatar Cup.
2005 folgte der Sprung nach Europa zum französischen Spitzenverein OSC Lille, wo er Stammspieler im Sturm war. Im ersten Jahr wurde er mit dem Verein Dritter der Meisterschaft und spielte mehrfach in der Champions League. Zur Saison 2007/2008 wechselte er im Paket mit Teamkollege Mathieu Bodmer für insgesamt 22,5 Millionen Euro zum Meister Olympique Lyon.
Keita wechselte zur Saison 2009/10 für 8,5 Millionen Euro Ablöse zu Galatasaray Istanbul, wo er einen Dreijahresvertrag unterschrieben hat. Er traf bereits in seinem ersten Pflichtspiel für Galatasaray im UEFA-Europa-League-Qualifikationsspiel gegen Maccabi Netanja in der fünften Minute. Weitere 500.000 Euro sind durch Vertragsklauseln an Olympique Lyon zu zahlen.
Vor Start der Saison 2010/11 wechselte Abdul Kader Keïta wieder zu al-Sadd Sports Club. Galatasaray Istanbul erhielt eine Ablöse von 8,15 Millionen Euro. Zuletzt hatte er 2014/2015 noch kurze Gastspiele in Ungarn bei Budapest Honvéd FC und bei Persib Bandung in Indonesien.

## Nationalmannschaft
Keïta war seit 2000 auch Spieler in der ivorischen Nationalmannschaft. Mit dem Nationalteam nahm er an den Weltmeisterschaften 2006 und 2010 teil und stand auch bei den Afrikameisterschaften 2002, 2008, 2010 und 2012 im Aufgebot seines Landes.

## Titel / Erfolge
Africa Sports National
- African Cup Winners’ Cup 1999
- Ivorischer Meister 1999

Olympique Lyon
- Französischer Meister 2008
- Französischer Pokalsieger (Coupe de France) 2008
- Französischer Superpokalsieger (Trophée des Champions) 2007
- Frankreich Spieler des Jahres 2007
- Spieler des Monats der Ligue 1: März 2008

Al-Sadd
- Katarischer Meister 2004
- Katarischer Pokalsieger 2003 und 2005